# فران وازکز
فران وازکز (انگلیسی: Fran Vázquez؛ زادهٔ ۱ مهٔ ۱۹۸۳) بازیکن بسکتبال اهل اسپانیا است.

## حرفه
از باشگاه‌هایی که در آن بازی کرده‌است می‌توان به باشگاه بسکتبال بیلبائو، باشگاه بسکتبال کاناریاس، باشگاه بسکتبال گرن کاناریا، باشگاه بسکتبال بارسلونا، باشگاه بسکتبال ساراگوسا، و باشگاه بسکتبال مالاگا اشاره کرد.
وی در مسابقات کشوری و بین‌المللی در مجموع برندهٔ ۱ مدال نقره شده‌است.